# Иконичка меморија
Иконичка меморија представља једну од две меморије које спадају под чулну меморију. Иконичка меморија представља визуелну чулну меморију. Истраживачи су првобитно мислили да се иконичка меморија састоји само од једне компоненте, али данас сматрају да се састоји од најмање две дистинктивне компоненте.

## Неурална основа
Иако постоји релативно мало истраживања у вези са неуралном основом иконичке меморије, нове електрофизиолошке технике почеле су да откривају укључена подручја кортекса када је у питању овај домен. Утврђено је да је предња супериорна слепоочна бразда, која је део вентралног тока, активна током иконичких задатака. Улога иконичке меморије у откривању промена у средини, повезана је са активацијом у средњем окципиталном гирусу. Активација овог гируса траје приближно 2000 милисекунди, што указује на могућност да иконичка меморија траје дуже него што се првобитно мислило. На иконичку меморију утичу генетика и протеини који се производе у мозгу.

## Иконичка меморија

### Сперлингов експеримент
У оквиру рада на својој докторској дисертацији, Џорџ Сперлинг изводи серију експеримената, који представљају прва систематска испитивања иконичке меморије. Приказујући на екрану тахистоскопа фиксациону тачку у трајању од 500 милисекунди, а затим матрицу од девет слова у трајању од 50 милисекунди, Сперлинг тражи од испитаника да репродукују што већи број слова са приказане матрице. Ова врста експерименталног задатка назива се задатак потпуног извештаја. Добијени резултати показују да су испитаници у просеку успевали да репродукују 4-5 слова.
Полазећи од претпоставке да је непосредно по приказивању матрице целокупан материјал ускладиштен у иконичкој меморији, Сперлинг закључује да је релативно слаба репродукција у задатку потпуног извештаја последица губљења информације. Да би  утврдио колико је материјала задржано непосредно по приказивању матрице, дакле, пре но што је информација почекка да се губи, Сперлинг уводи нову експерименталну процедуру у којој приказује исту матрицу (такође у трајању од 50 милисекунди), али се овога пута непосредно по ишчезавању матрице појављује тон различите висине који означава ред који треба репродуковати. Висок тон је означавао горњи ред, средње јак средњи ред, а ниски тон је означавао доњи ред. Ова врста задатка назива се задатак делимичног извештаја. У овом експерименту, испитаници могу да репродукују сва слова, што Сперлинга доводи до закључка да је информација у једном тренутку доступна у интегралном облику.

### Сперлингов модификовани задатак
Да би испитао трајање информације у иконичкој меморији, Сперлинг модификује задатак делимичног извештаја. Док се у првобитној верзији задатка индикатор (звучни сигнал) појављивао непосредно по ишчезавању материјала, Сперлинг сада уводи интерстимулусни интервал (ИСИ) којим одлаже појављивање индикатора. Продуживање времена протеклог од тренутка ишчезавања матрице до тренутка појављивања индикатора (тј. повећање интерстимулусног интервала), праћено је нелинеарним опадањем броја тачно репродукованих слова. При интерстимулусном интервалу од 450 до 500 милисекунди, број тачно репродукованих слова изједначио се са бројем репродукованих слова у задатку потпуног извештаја.
Добијени налази показују да при одређеној вредности интерстимулусног интервала (око 500 милисекунди) нестаје предност делимичног извештаја, што је навело Сперлинга на закључак да се материјал у иконичкој меморији задржава око пола секунде.

### Експеримент Авербаха и Коријела
Психолози Авербах и Коријел испитаницима краткотрајно приказују два реда од по осам слова. Непосредно по ишчезавању слова са екрана тахистоскопа појавио би се индикатор на месту слова које би требало репродуковати. На овај начин је смањена количина материјала који треба репродуковати, а самим тим и трајање репродукције. У оваквим условима испитаници су у просеку тачно репродуковали дванаест слова, што је приближно проценту тачне репродукције у Сперлинговом огледу. На основу налаза Авербаха и Коријела, утврђена је прва карактеристика иконичке меморије, а то је да непосредно по излагању стимулуса је задржана такорећи целокупна информација коју је регистровало чуло.

### Експеримент Ерикена и Колинса
У огледу Ериксена и Колинса, испитаницима су краткотрајно приказане две групе тачака које, када се суперпонирају, дају бесмислени триграм. При кратким интерстимулусним интервалима испитаници су идентификовали триграм, али са продужетком интерстимулусног интервала (преко 100 милисекунди) проценат тачне репродукције триграма нагло је опао.
У тренутку приказивања друге групе тачака, уколико им није претходно интерстимулусни интервал, прва група тачака је још увек задржана у иконичкој меморији. Тиме је омогућено преклапање две групе тачака које дају препознатљив триграм. Увођењем интерстимулусног интервала, прва група тачака нестаје из иконичке меморије, чиме је онемогућено суперпонирање. Овај налаз је доведен у питање налазима истраживања Холдинга и Оренстина, који нису успели да реплицирају резултате Ериксена и Колинса.

## Карактеристике иконичке меморије
Задатак потпуног и делимичног извештаја могуће је даље модификовати приказивањем различитих категорија стимулуса. У експериментима у којима су вариране физичке карактеристике слова, као што су боја, величина и тип, од испитаника је тражено да репродукују само слова са одређеним физичким карактеристикама. Репродукција је била изузетно успешна, што указује на то да је у чулној меморији могуће извршити категоризацију на основу физичких карактеристика стимулуса. Међутим, ранија испитивања су показала да уколико симболе треба категорисати на основу значења (смисла), тачност у репродукцији опада. 
Информација у иконичкој меморији је прекатегоријална, није могућа категоризација на основу смисла, већ једино на основу физичких карактеристика стимулуса.
Најважније карактеристике иконичке меморије су:
- Непосредно по приказивању стимулуса информација је ускладиштена у интегралном облику
- Временом се та информација губи, да би после 450 до 500 милисекунди у потпуности ишчезла
- Материјал у иконичкој меморији могуће је категорисати на основу његових физичких, али не и значењских карактеристика.[3]